# Johann Schwarz (Gewerkschafter)
Johann Schwarz (* 29. Februar 1852 in Lübeck; † 28. November 1928 in Hamburg) war ein deutscher Gewerkschaftsfunktionär.

## Leben und Wirken
Johann Schwarz wurde als Sohn eines Arbeiters in Lübeck geboren. 1868 ging er nach Hamburg, wo er ab 1875 als Schauermann im Hamburger Hafen arbeitete und 1888 Hamburger Bürger wurde. Im März 1886 gehörte er zu den Gründungsmitgliedern des Vereins der in Hamburg beschäftigten Schauerleute, dessen Statuten er mit erarbeitete. Im Mai 1886 übernahm er den Vorsitz der Hamburger Lokalorganisation mit anfangs 380 Mitgliedern.
Zu dieser Zeit galt es als üblich, dass Schauerleute Arbeit durch Schlaf- und Heuerbaasen fanden, wodurch sie erpressbar waren. Schwarz versuchte, durch eigene Arbeitsnachweise dagegen vorzugehen. Nachdem die Hafenarbeiter mehrfach erfolgreich für kürzere Arbeitszeiten gestreikt hatten, traten dem Verein knapp die Hälfte der 3000 bis 4000 Hafenarbeiter bei. 1889 und im Mai 1890 organisierte Schwarz weitere Streiks mit, in denen er sich gegen Akkord- und Sonntagsarbeit einsetzte. Ab April 1887 saß er in der Lohnkommission des Vereins und reiste 1889 als Delegierter zum Internationalen Arbeiterkongress nach Paris.
Anfang 1890 besuchte Schwarz alle bedeutenden Hafenstädte entlang der Nord- und Ostsee. Im August desselben Jahres initiierte er den ersten Kongress der deutschen Hafenarbeiter, der ursprünglich in Hamburg stattfinden sollte. Da dort der Kleine Belagerungszustand herrschte, fand die Veranstaltung stattdessen in Kiel statt. Als Kongressleiter fand sein Konzept einer übergeordneten zentralen Leitung mit lokalen, eigenständig geführten Unterorganisation die Zustimmung der Kaiarbeiter. Schwarz’ Organisationsform bestimmte die Strukturen der Hafenarbeitergewerkschaft für einen langen Zeitraum. Im Auftrag der Hafenarbeiter gründeten Schwarz und weitere Hamburger Delegierte zum Januar 1891 den zentralen Verband der Hafenarbeiter Deutschlands. Auf vielen Veranstaltungen empfahl Schwarz, die Gewerkschaft auch für Baggerer, Ewerführer, Kaiarbeiter, Schauerleute, Schiffsreiniger und Speicherarbeiter zu öffnen. Einer gewerkschaftseigenen Unterstützungskasse stimmte er jedoch nicht zu; Arbeitskämpfe kamen aus seiner Sicht nur als defensive Maßnahme in Frage.
1890 reiste Schwarz als Delegierter zum Parteitag der SPD nach Halle (Saale) und wurde zur selben Zeit Vorstandsmitglied des III. Hamburger Reichstagswahlkreises. Auf der ersten Generalversammlung des Hamburger Gewerkschaftskartells rief er als Delegierter dazu auf, Unionen nach englischem Vorbild zu bilden, also einen Zusammenschluss von Hafen- und Werftarbeitern. Schwarz erhielt den Vorsitz einer Kommission, die dieses Vorhaben vorbereiten sollten. Bei der Konferenz der Zentralvorstände der deutschen Gewerkschafts-Verbände im September 1890 in Halberstadt galt er als einer der bedeutendsten Persönlichkeiten.
Schwarz, der seit 1888 für das Hamburger Echo gearbeitet hatte, wurde Ende 1891 des Diebstahls bezichtigt. Er verlor seinen Arbeitsplatz bei der Zeitung sowie alle Posten bei der Gewerkschaft. Nach der Verurteilung im August 1892 verbüßte er eine 18-monatige Haftstrafe. Er arbeitete danach für die Neue Hamburgische Zeitung und musste im Februar 1901 eine Geldstrafe aufgrund einer Falschmeldung zahlen. Ab 1906 hatte er bei der Zeitung eine Stelle als Redakteur.  Schwarz engagierte sich weiterhin in der SPD und wurde 1924, vier Jahre vor seinem Tod, Mitglied des Reichsbanners Schwarz-Rot-Gold.